# Sandro Lo Piccolo
Alessandro Lo Piccolo (Palermo, 16 febbraio 1975) è un mafioso italiano, figlio del capomafia Salvatore Lo Piccolo.

## Biografia
Cresciuto nel difficile quartiere palermitano dello ZEN e figlio del superboss di Cosa nostra Salvatore Lo Piccolo, a soli 16 anni si trova coinvolto, unitamente a due suoi amici, in una sparatoria con le Forze dell'Ordine, durante la quale uno dei suoi due compagni, anch'egli appena 16enne, rimase ucciso. I tre giovani erano a bordo di una Fiat Uno, poi risultata provento di furto perpetrato mesi prima, e avevano iniziato - verosimilmente per gioco - a tallonare un furgone portavalori, quando una volante della Polizia iniziò a inseguirli. Uno dei ragazzini puntò fuori dal finestrino una pistola - poi rivelatasi giocattolo - e tanto servì per far culminare l'inseguimento con una sparatoria, in cui perse la vita il 16enne. Lo Piccolo e l'altro compagno (il quale era ferito), alla fine del conflitto a fuoco, tentarono di fuggire ma furono bloccati ed arrestati.
Classificato al 16º posto nell'elenco dei latitanti più pericolosi d'Italia del Ministero dell'Interno, è stato arrestato il 5 novembre 2007 assieme al padre a Giardinello. Sandro Lo Piccolo era il vice dell'organizzazione, designato come uno dei possibili eredi del padre stesso nel momento in cui quest'ultimo avesse dovuto abbandonare.
Nonostante la giovane età era già al vertice di alcune branche dell'organizzazione, nel settore dello spaccio di stupefacenti e nel campo delle estorsioni; non è casuale infatti che, al momento dell'uscita dalla questura di Palermo, abbia guardato la folla e mandato baci con tono polemico e provocatorio.
Nel 2017 era detenuto nel penitenziario dell'Aquila.